# Häradsmålare
Häradsmålare är en äldre beteckning på en målare som hade landshövdingeämbetets tillstånd att utöva målaryrket inom ett härad.